# Акимов, Юрий Константинович
Юрий Константинович Акимов (26.02.1930 — 20.10.2016) — российский физик, доктор физико-математических наук, профессор, лауреат Государственной премии СССР.
Родился 26.02.1930 г. В 1932—1947 гг. жил с родителями в селе Черняное Тамбовского района, учился в Черняновской семилетней школе и в Горельской средней школе.
Окончил Московский инженерно-физический институт (1953). В 1961 г. защитил кандидатскую диссертацию на тему «Методы временного и амплитудного отбора импульсов сцинтилляционных счетчиков в опытах на синхроциклотроне».
Работал в Гидротехнической лаборатории, Институте ядерных проблем АН СССР, Лаборатории ядерных проблем ОИЯИ, с 1965 по 1995 г. начальник сектора детекторной электроники, с 1997 г. главный научный сотрудник ЛЯП.
Параллельно преподавал в филиале НИИЯФ МГУ, Учебно-научном центре ОИЯИ. С 1962 по 2015 год читал лекции в МГУ по курсу «Современные методы регистрации частиц».
Учёный в области электронных методов регистрации излучений в физике элементарных частиц и атомного ядра.
Автор (соавтор) свыше 150 научных работ, в том числе четырех монографий по детекторам ядерных излучений и быстрой электронике. Одна из монографий переведена и издана в США.
Автор пионерских работ по применению полупроводниковых детекторов в физике элементарных частиц, позволивших провести на ускорителях СССР и США эксперименты по дифракционному рассеянию протонов высоких энергий.
Доктор физико-математических наук (1973), профессор. Докторская диссертация:
- Применения сцинтилляционных и полупроводниковых детекторов в исследованиях на ускорителях частиц высоких энергий : диссертация … доктора физико-математических наук : 01.04.01. — Дубна, 1973. — 208 с. : ил.

Член Нью-Йоркской академии наук.
Лауреат Государственной премии СССР (1983). Награждён тремя медалями.
Сочинения:
- Сцинтилляционные методы регистрации частиц больших энергий [Текст]. — Москва : Изд-во Моск. ун-та, 1963. — 171 с. : ил.; 21 см.
- Полупроводниковые детекторы ядерных излучений / Ю. К. Акимов. — Дубна (Моск. обл.) : Объед. ин-т ядер. исслед., 2009 (Дубна (Моск. обл.) : Издат. отд. Объед. ин-та ядер. исслед.). — 277 с. : ил.; 22 см. — (Объединенный институт ядерных исследований; 2008—122).; ISBN 978-5-9530-0213-4
- Амплитудные и временные характеристики импульсов сцинтилляционных счетчиков [Текст] : (Обзор) / Ю. К. Акимов. — Дубна : [б. и.], 1959. — 42 с. : ил.; 29 см. — (Издания/ Объедин. ин-т ядерных исследований. Лаборатория ядерных проблем; Р-404).
- Газовые детекторы ядерных излучений [Текст] / Ю. К. Акимов. — Дубна : ОИЯИ, 2011. — 243 с. : ил., табл.; 22 см. — (Объединенный институт ядерных исследований; 2010—118).; ISBN 978-5-9530-0272-1
- Фотонные методы регистрации излучений / Ю. К. Акимов ; Объед. ин-т ядерных исслед. — Дубна : Объед. ин-т ядерных исслед., 2006. — 281 с. : ил., табл.; 21 см; ISBN 5-9530-0104-5
- Фотонные методы регистрации излучений [Текст] / Ю. К. Акимов ; Объединенный ин-т ядерных исследований. — Изд. 2-е, испр. и доп. — Дубна : Объединенный ин-т ядерных исследований, 2014. — 323 с. : ил., табл.; 21 см; ISBN 978-5-9530-0580-3